# King Faisal Babies
Maillots
King Faisal Babes FC est un club ghanéen de football basé à Kumasi.
Le club est nommé en hommage au roi Fayçal.

## Palmarès
- Coupe du Ghana
  - Finaliste : 2001, 2023

- Coupe de la CAF
  - Quart-finaliste : 2005

## Personnalités du club

### Anciens joueurs
- Lawrence Aidoo
- Owusu Ampomah
- Robert Boateng
- Mark Edusei
- Habib Mohamed
- Samuel Kuffour
- Illiasu Shilla
- Salou Ibrahim
- Ibrahim Tanko

### Entraîneurs
- Hans-Dieter Schmidt (2003–04)
- Steven Polack (2007–09)
- Zdravko Logarušić (2009–10)
- Miroslav Buljan (2011)
- Stephen Agburi (2012)
- Mallam Yahaya (2012–2013)
- Dorian Marin (2014)